# 性感小貓
性感小貓（英語：Sex kitten）是專門用於形容非常具備性吸引力的年輕女性的詞彙，最早於1956年由英美的媒體所採用，以形容法國女演員碧姬·芭杜。